# 圣马丹 (下莱茵省)
圣马丹（法語：Saint-Martin，法語發音：[sɛ̃ maʁtɛ̃] ⓘ）是法国下莱茵省的一个市镇，属于塞莱斯塔-埃尔什泰因区。

## 地名
法语人名在日常人名译名以及《世界人名翻譯大辭典》、《法语姓名译名手册》等主流人名译名类书籍资料中多译作“马丁”，不过在《世界地名翻译大辞典》、《世界地名译名词典》和《法国地图册》等主流地名译名类书籍资料中多译作“马丹”。

## 地理
圣马丹（48°21'2"N, 7°17'23"E）面积3.97 平方千米，位于法国大東部大區下莱茵省，该省份为法国大陆部分最东部的省份，是阿尔萨斯的一部分，今与上莱茵省组成了阿尔萨斯欧洲集体，其南至上莱茵省，西南接孚日省和默尔特-摩泽尔省，西接摩泽尔省，北与德国接壤。
与圣马丹接壤的市镇（或旧市镇、城区）包括：阿尔贝、巴桑贝尔、布雷唐巴克、迈松古特、维莱。
圣马丹的时区为UTC+01:00、UTC+02:00（夏令时）。

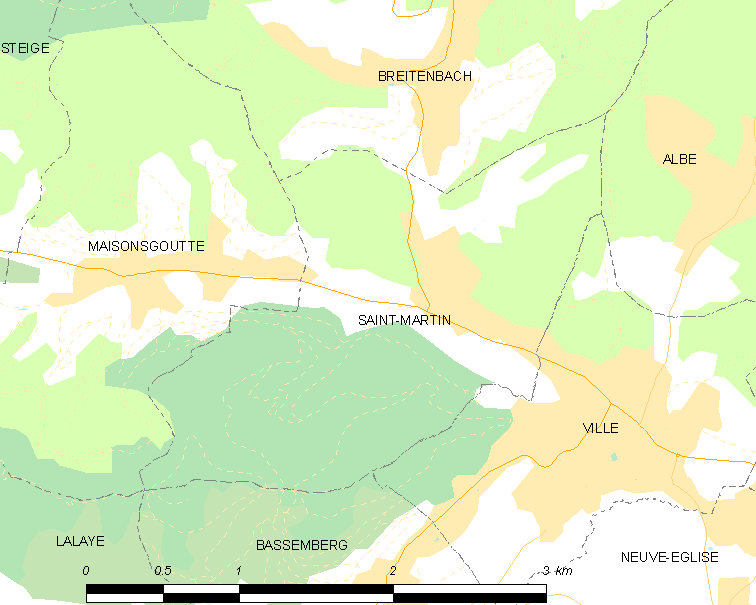
圣马丹的OSM定位图

## 行政
圣马丹的邮政编码为67220，INSEE市镇编码为67426。

## 政治
圣马丹所属的省级选区为米齐格县。

## 人口

1962-2008年间圣马丹人口变化图示

圣马丹于2022年1月1日时的人口数量为371人。